# Dixit Dominus (Vivaldi)
Dixit Dominus és una obra religiosa d'Antonio Vivaldi, un motet sobre els salms de les Vespres. Sobre aquest salm 110 (salm 109 de la Vulgata), va fer dues composicions: una en re major, RV 594, per a doble cor SATB (In due Cori, del Vivaldi), i una altra en re major per a soprano solista i cor mixt a quatre veus que porta la data de 1708. D'altra banda, el Dixit Dominus és conegut per una còpia de 1738 i, per la maduresa de l'estil, podria ser de les darreres composicions de Vivaldi per a la Pietà.

## Els motets de Vivaldi
Una gran part de la música religiosa de Vivaldi va ser composta per l'Ospedale della Pietà i això queda reflectit en els seus motets compostes per a soprano (o veu aguda) corda i continu. Aquestes cantates sacres estan formades per dues àries (generalment, da capo) separades per recitatius i un al·leluia final. Amb el seu caràcter contrastat i elements virtuosístics semblen concerts essencialment vocals.
Dins de la música composta per Vivaldi sempre és interessant descobrir per a quin lloc estava composta, ja que aquesta qüestió condicionava l'escriptura i el tipus d'instrumentació. Pel que fa al motets, sembla que els va compondre per a la Pietà, ja que l'increment en el sou que li concediren el 1715 –un extra de 50 ducats– es realitza també a canvi de més composicions: trenta motets, una missa completa, unes vespres, un oratori i altres obres.

## Context i anàlisi musical
Dixit Dominus forma part dels salms de les Vespres. Aquests salms compostos per Vivaldi, tots fan referència als primer, tercer i darrer salm dels cinc que habitualment formaven part de la Litúrgia de les hores a Itàlia en aquell temps. Probablement, els segon i quart salms eren salmodiats o simplement recitats, com la part de les antífones que les enquadraven. Tampoc existeixen composicions d'himnes de les Vespres per part de Vivaldi que deurien ser també salmodiats, abans d'arribar a la música concertant per al Càntic de la Mare de Déu, el Magníficat.
En aquesta obra, en la part dels cors inicial i final, l'orquestra de corda està enriquida per dos oboès i una trompeta clarament concertant. La sonoritat brillant de la tonalitat principal, re major, expressa molt bé el sentit del text, un salm d'afirmació sobre la reialesa messiànica de Jesucrist.

### Estructura de l'obra
Es presenten els moviments del les dues versions del Dixit Dominus. El RV 594 és més conegut que el RV 595.
| - Dixit Dominus RV 594 Basat en el Salm 110 (109 de la Vulgata). Està en re major i el conjunt instrumental és per a doble cor (a 4 veus) i doble orquestra (2 trompetes, 2 oboès, corda i continu). La seva interpretació dura aproximadament entre 26 i 28 minuts. La seva estructura, amb algunes característiques musicals, és la següent: 1. "Dixit Dominus" (cor)(Allegro, re major) 2. "Donec ponam" (doble cor)(Largo, si menor) 3. "Virgam virtutis tuae" (ària: sopranos)(Allegro, re major) 4. "Tecum principium" (ària: contralt)(Andante, mi menor) 5. "Juravit Dominus" (doble cor)(Adagio, do major / Allegro) 6. "Dominus a dextris tuis" (duo: tenor i baix)(Allegro, do major) 7. "Judicabit in nationibus" (cor)(Largo, re major / Allegro molto) 8. "De torrente" (ària: soprano)(Andante, mi menor) 9. "Gloria" (doble cor)(Allegro, re major) 10. "Sicut erat in principio" (doble cor)(Allegro, re major) | - Dixit Dominus RV 595, "de Praga". Basat en el Salm 110 (109 de la Vulgata). Està en re major i el conjunt instrumental és per a 5 veus, cor i orquestra (2 oboès, 2 violoncels, corda i continu). La seva interpretació dura aproximadament entre 23 i 25 minuts. La seva estructura, amb algunes característiques musicals, és la següent: 1. "Dixit Dominus" (cor)(Allegro, re major) 2. "Donec ponam" (cor)(Andante, si menor) 3. "Virgam virtutis tuae" (ària: soprano)(Allegro, sol major) 4. "Tecum principium" (duo: soprano i contralt)(Andante, la menor) 5. "Juravit Dominus" (cor)(Largo, mi menor / Presto, sol major) 6. "Dominus a dextris tuis" (ària: soprano)(Allegro, si menor) 7. "Judicabit in nationibus" (contralt i cor)(Largo, re major / Allegro 8. "De torrente" (ària: contralt)(Largo, mi menor) 9. "Gloria" (trio: contralt, tenor i baix)(Andante, re major) 10. "Sicut erat (cor)(Allegro, re major) 11. "Et in saecula saeculorum" (cor)(Allegro, re major) |

### Dixit DominusRV 594
Aquesta obra forma part dels manuscrits (autògrafs o no) del fons Giordano de la Biblioteca Nacional de Torí. Està precedit per una Introduzione, un motet per a soprano i orquestra de dues àries amb un recitatiu central amb una música idèntica al motet Canta in Prato, RV 623 però amb algunes modificacions en el text llatí per adaptar-lo al Dixit Dominus que acompanya. El RV 594 deuria estar escrit per a celebrar unes Vespres solemnes dedicades a algun fundador d'una ordre religiosa ("beate Pater!"). Pel que fa a la part vocal, la partitura inclou un quartet solista amb el primer cor i una soprano solista amb el segon cor. L'orquestració queda enriquida amb trompetes, oboès concertants, i hi ha una part per a orgue que va més enllà de l'acompanyament característic del baix continu. Per tant, és una obra monumental amb un gran equilibri en tota l'obra pel que fa a instruments, tempi, tonalitats i recursos musicals.
El primer moviment és un Allegro que comença amb un uníson dels dos orgues, amb un espectacular ús dels dos cors, i intervenció preponderant de les trompetes i els oboès. El segon moviment ("Donec ponam" la segona part del primer verset) és un immens Largo per a doble cor, d'una profunditat sorprenent (l'inexorable poder de Déu). El tercer moviment ("Virgam virtutis tuae") també un Allegro, és una ària per a dues sopranos, amb acompanyament de la corda; són àries amb coloratura, exigents tècnicament però també molt expressives, fet que demostra que Vivaldi deuria tenir molt bones cantants solistes. "Tecum principium", Andante, és una ària per a contralt i corda en compàs 3/4; Vivaldi compta amb la veu de contralt en les melodies d'inflexions tendres i emotives. "Juravit Dominus" és un Adagio per a doble cor perfectament homòfon. "Judicabit in nationibus", un Largo en 3/4 que és una de les pàgines més espectaculars del salm, amb una introducció de les trompetes en eco. I el "Gloria", un doble cor amb trompetes i oboès, té moments que recorden el famós Gloria. El salm finalitza amb un grandiós monument polifònic on incorpora un cantus firmus.

### Dixit DominusRV 595
La capacitat de Vivaldi per adaptar la música al text es constata en l'anàlisi de l'obra. En el primer moviment, la nota mantinguda sobre la paraula "sede". En el segon moviment, un motiu descendent en ritme amb puntet que representa la submissió dels enemics davant el Senyor (motiu ascendent). La solemnitat del jurament diví (Iuravit Dominus) està traduïda per un gran cor que comença a cappella, en un Largo en mi menor; és un moviment recollit, ja que el Senyor mai s'ha penedit del seu jurament. El judici dels pobles (Iudicabit in nationibus) està anunciat per la trompeta solista... i molts altres detalls. L'obra conclou amb un fugat final sobre el text et in saecula saeculorum i Vivaldi contrasta el tema principal amb un tema de notes llargues amb l' Amen.

## Text en llatí
És el text del Salm 110 (Salm 109 de la Vulgata):
- Dixit Dominus Domino meo sede a dextris meis donec ponam inimicos tuos scabellum pedum tuorum
- Virgam virtutis tuae emittet Dominus ex Sion dominare in medio inimicorum tuorum
- Tecum principium in die virtutis tuae in splendoribus sanctorum ex utero ante luciferum genui te
- Iuravit Dominus et non paenitebit eum tu es sacerdos in aeternum secundum ordinem Melchisedech
- Dominus a dextris tuis confregit in die irae suae reges
- Iudicabit in nationibus implebit cadavera conquassabit capita in terra multorum
- De torrente in via bibet propterea exaltabit caput